# Округ Плзењ-југ
Округ Плзењ-југ (чеш. Okres Plzeň-jih) је округ у Плзењском крају, у Чешкој Републици. Административно средиште округа је град Плзењ.

## Становништво
Према подацима о броју становника из 2012. године округ је имао 62.033 становника.